# 瀬戸の海龍昇
瀬戸の海 龍昇（せとのうみ りゅうしょう、2004年6月11日 - ）は、広島県広島市東区出身で、高田川部屋に所属した元大相撲力士。本名は松井 涼雅（まつい りょうが）。身長181.0cm、体重113.5kg。最高位は東幕下15枚目（2023年1月場所）。

## 来歴
愛媛県生まれ。松山市立石井北小学校在学中は陸上、水泳、空手、柔道、バスケットボールとさまざまな競技に取り組んでおり、相撲は2年時に小学校の校長の勧めで始めた。相撲を始めた当初は松山市の友愛相撲クラブに通い、西予市立野村中学校2年時に全中でベスト64。中学校2年時に広島県へ転居したため広島市立戸坂中学校に転校し、道場も広島県竹原市の大川道場に移籍した。中学校3年時も全中でベスト64になっている。
中学校卒業後は、大川道場OBの9代高田川（元関脇・安芸乃島）が師匠を務める高田川部屋に入門し、2020年3月場所で初土俵を踏んだ。高田川部屋を選んだのは、中学校3年時に見学をして稽古が厳しそうだと感じたためで、早くプロの世界へ身を投じる方が良いと考えて高校に通わず中卒での入門を選択した。前相撲は一番出世。初土俵同期には北青鵬、獅司、欧勝海がいる。翌7月場所で序ノ口、続く9月場所で序二段に昇進したが、2021年3月場所前の稽古で第一頸椎骨折の重傷を負ったため同場所から2場所連続の全休となった。怪我の影響を考慮して立合いでは頭から当たらずもろ手突きに変更し、序ノ口に番付を下げた同年7月場所の7番相撲から土俵に復帰。翌9月場所は7戦全勝で序ノ口優勝を果たした。続く11月場所は序二段上位で5勝2敗と勝ち越して2022年1月場所で初めて三段目に昇進。同年9月場所では幕下に昇進した。2023年9月場所限りで引退した。

## 主な成績

### 通算成績
- 通算成績:69勝44敗27休（21場所）

### 各段優勝
- 序ノ口優勝：1回（2021年9月場所）

### 場所別成績
| | 一月場所 初場所（東京） | 三月場所 春場所（大阪）   | 五月場所 夏場所（東京）   | 七月場所 名古屋場所（愛知） | 九月場所 秋場所（東京） | 十一月場所 九州場所（福岡） |
| --- | ----------------------- | ------------------------- | ------------------------- | --------------------------- | ----------------------- | --------------------------- |
| 2020年 （令和2年） | x                       | （前相撲）                | 感染症拡大 により中止     | 東序ノ口14枚目 4–3          | 東序二段93枚目 5–2      | 東序二段42枚目 5–2          |
| 2021年 （令和3年） | 東序二段13枚目 3–4      | 西序二段26枚目 休場 0–0–7 | 西序二段96枚目 休場 0–0–7 | 西序ノ口17枚目 0–1–6        | 東序ノ口20枚目 優勝 7–0 | 西序二段15枚目 5–2          |
| 2022年 （令和4年） | 西三段目78枚目 3–4      | 西三段目86枚目 5–2        | 東三段目51枚目 5–2        | 東三段目20枚目 5–2          | 西幕下56枚目 6–1        | 東幕下26枚目 5–2            |
| 2023年 （令和5年） | 東幕下15枚目 3–4        | 西幕下18枚目 3–4          | 東幕下24枚目 2–5          | 東幕下39枚目 3–4            | 東幕下49枚目 引退 0–0–7 | x                           |
| 各欄の数字は、「勝ち-負け-休場」を示す。 優勝 引退 休場 十両 幕下 三賞：敢=敢闘賞、殊=殊勲賞、技=技能賞 その他：★=金星 番付階級：幕内 - 十両 - 幕下 - 三段目 - 序二段 - 序ノ口 幕内序列：横綱 - 大関 - 関脇 - 小結 - 前頭（「#数字」は各位内の序列） |                         |                           |                           |                             |                         |                             |

## 改名歴
- 瀬戸の海 龍昇（せとのうみ りゅうしょう）2020年3月場所 - 2023年9月場所